# محمد فراهانی
محمد فراهانی (۱۳۱۵–۱۳۹۱) نقاش ایرانی بود. او آخرین بازماندهٔ نقاشی قهوه‌خانه‌ای در ایران بود.

## زندگی
محمد فراهانی نقاش قهوه‌خانه‌ای در سال ۱۳۱۵ در یکی از روستاهای اطراف فراهان اراک، به دنیا آمد.وی معروف به «محمد درویش» بود. هادی سیف، از معدود پژوهشگران نقاشی قهوه‌خانه‌ای لقب فراهانی را «بچه درویش» ذکر کرده است.فراهانی از سن ۱۳، ۱۴ سالگی برای آموزش نقاشی قهوه‌خانه‌ای نزد حسین‌ قوللر آغاسی، که از برجسته‌ترین نقاشان نقاشی قهوه‌خانه‌ای بود، می‌رود و به مدت ۱۰ سال نزد این استاد شاگردی می‌کند. 
فراهانی برای نخستین بار فعالیت خود را با نقاشی پرده‌های درویشی آغاز کرد و به تدریج به مدت ۳۰ سال نقاشی‌هایی با مضمون مذهبی خلق کرد.آثار نقاشـی ایـن هنرمنـد در زمینـه «نقاشـی قهـوه خانـه ای» و «نقاشـی پـشت شیـشه» در بـسیاری از نمایشگاه ها و همایشها به نمایش گذاشته شده است و حدود ۳۰ تـابلو در سـازمان میـراث فرهنگـی نگهداری می شود. از جمله  آثار نقاشی وی می توان به  پرده درویشی  در موزه رضا عباسی ؛پرده رستم و سـهراب و پـرده شیرین و فرهاد در  موزه مرکزی  ایرانشناسی؛ وپرده آثار پشت شیشه در  مـوزه نقاشـی پـشت شیـشه  اشاره کرد.
دو کتاب مهم درباره این هنرمند منتشر شده است: «نقاشی در قهوه‌خانه: برگزیده آثار استاد احمد خلیلی و استاد محمد فراهانی» و «سوته دلان نقاش: نقاشی خیالی ساز مردم کوچه و بازار».

## درگذشت
محمد فراهانی هنرمند نقاش قهوه‌خانه‌ای روز ۱۳ تیر ۱۳۹۱ در سن ۷۶ سالگی درگذشت.